# Dissociation (psychologie)
Pour les articles homonymes, voir Dissociation.
 (août 2014).
Si vous disposez d'ouvrages ou d'articles de référence ou si vous connaissez des sites web de qualité traitant du thème abordé ici, merci de compléter l'article en donnant les références utiles à sa vérifiabilité et en les liant à la section « Notes et références ».

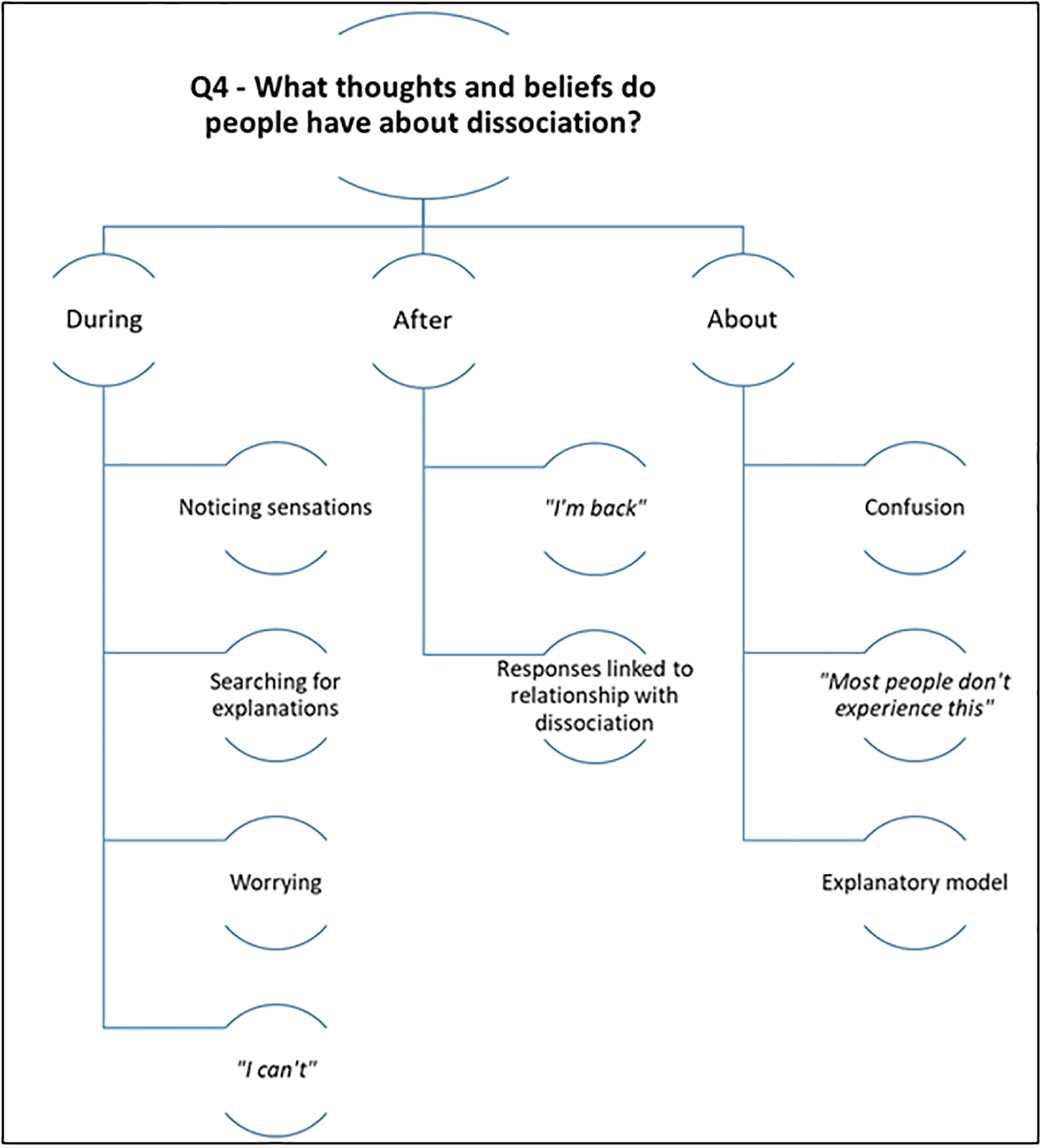
Réflexions sur la dissociation chez les personnes qui dissocient.

En psychologie, la dissociation est une « séparation fonctionnelle entre des éléments psychiques ou mentaux qui sont habituellement réunis ». Ainsi, la prise en compte de la réalité et du vécu est inhibée (pensée, jugement, sentiment), de façon temporaire ou durable, pour supporter un traumatisme psychique.
On oppose la dissociation à la psychose qui est une perte de contact avec la réalité, et on distingue plusieurs niveaux de dissociation :
- la dissociation primaire isole l’expérience, c'est la situation de stress post-traumatique ;
- la dissociation secondaire est une désintégration de l’expérience, avec un « Moi observant » et un « Moi expérimentant » ;
- la dissociation tertiaire est la genèse d'États du Moi indépendants (voir trouble dissociatif de l'identité).

Mais on distingue aussi différents types de dissociations, notamment relativement à :
- la raison : « Le schizophrène voit ou sent des choses dans une zone psychique inaccessible à sa raison » ;
- la mémoire, c'est l'amnésie post-traumatique ;
- la personnalité, dans le cas du trouble dissociatif de l'identité.

Le DSM V ajoute encore la fugue dissociative et le trouble dissociatif non spécifié, mais il existe en fait une grande diversité de dissociations, qui forment un continuum, depuis le simple détachement de l'environnement immédiat à un refoulement des ressentis physiques et émotionnels. Dans les cas les plus bénins, la dissociation peut être vue comme un mécanisme de défense qui apparaît en cherchant à maîtriser, minimiser ou supporter un stress, y compris l'ennui ou le conflit. À l'opposé dans ce continuum, on trouve la rêverie et enfin les états modifiés de conscience. 
Certaines incapacités dissociatives impliquent l'amnésie, tandis que d'autres ne l'impliquent pas. On distingue les cas de syndrome dissociatif (schizophrénie) et les troubles dissociatifs (amnésie, dépersonnalisation, déréalisation, trouble dissociatif de l'identité).

## Étymologie
« Dissociation » mentale, ou psychique, s'oppose étymologiquement à association (mentale ou psychique). L'association désigne la manière, en principe, harmonieuse et coordonnée avec laquelle le cerveau fonctionne et le psychisme s'organise. Les différents appareils psychiques se coordonnent et s'échangent les informations fondamentales pour assurer une présence congruente au monde. En cas de dissociation, il y a un manque de congruence des propos ou des attitudes. Le terme de « schizophrénie » (schizo : « séparation », et phrénie, phrên, -phrène, -phrénie : « esprit ») possède la même origine étymologique. Celui de dissociation a d'ailleurs été utilisé tout d'abord pour désigner les psychoses précoces, dites « schizophrénies ».

## Histoire
Dans les leçons 18 à 22 des Leçons sur les maladies du système nerveux, portant sur sept cas d'hystérie masculine, Jean-Martin Charcot (1825-1893) déclare que les symptômes hystériques sont dus à un « choc » traumatique provoquant une dissociation de la conscience, et 
dont le souvenir, du fait même, reste inconscient ou subconscient. Il pose là les bases de la théorie « traumatico-dissociative » des névroses, qui sera développée par Pierre Janet, Josef Breuer, Jean Leguirec et Sigmund Freud.
Le philosophe et psychiatre français Pierre Janet (1859–1947) est considéré être l'auteur du concept de la dissociation. Contrairement à certaines conceptions de la dissociation, Janet ne croyait pas que celle-ci était un moyen de défense psychologique. 

## Différents types de dissociation mentale
Aujourd'hui, on a identifié plusieurs pathologies dissociatives qui sont différentes de la schizophrénie.
Sur le plan fonctionnel, la dissociation est un processus mental complexe permettant à des individus de faire face à des situations douloureuses, traumatisantes ou incohérentes. Elle est caractérisée par une désintégration de l'ego. L'intégrité de l'ego peut être définie comme la capacité d'incorporer à la perception les évènements externes ou les expériences sociales et d'agir en conséquence. Une personne incapable de faire cela avec succès peut vivre des dérèglements émotionnels ainsi que l'écroulement potentiel de l'intégrité de l'ego. En d'autres termes, cet état de dérèglement émotionnel peut être si intense qu'il peut produire, dans les cas extrêmes, une « dissociation ».
La dissociation est un écroulement de l'ego si intense que la personnalité est considérée comme littéralement cassée en morceaux. La différence entre une fugue psychotique et la dissociation est que le psychotique « part » de la réalité alors que dans la dissociation, une partie de la personne essaye de se détacher d'une situation qu'elle ne peut pas gérer tandis qu'une autre partie reste connectée à la réalité. Alors que le psychotique rompt avec la réalité, une partie de la personne dissociée y reste connectée.
Des éléments qui constituent l'esprit, comme la conception que l'on a de son corps, de la réalité, de sa conscience, etc. sont, chez les personnes saines, connectés dans le cerveau, associés pour former sa personnalité. La dissociation est une perte de cette connexion pour un ou plusieurs des éléments constituant le « Moi ». Ces troubles comprennent par exemple la déréalisation, dissociant la réalité qu'on a du monde : la personne vivant ces troubles témoigne vivre comme dans un rêve, dans un monde dépourvu de sens voire inexistant. Se poser des questions métaphysiques, aussi intenses soient-elles, est plus ou moins normal et ne correspond pas à une dissociation. La dissociation arrive quand ces doutes deviennent réellement vécus par l'individu, de manière concrète.
La dépersonnalisation correspond à une dissociation non pas de la réalité, mais de son propre corps, l'individu ne se reconnait plus dans le miroir, son corps lui semble étranger. Parfois, la pensée peut être également dissociée, la personne ressent alors un énorme recul sur sa propre pensée. 
Parfois l’expérience d'une dissociation peut être recherché par les toxicomanes. Certaines molécules (hallucinogènes dissociatifs) permettent dans certaines conditions d'arriver à un état plus ou moins dissocié.
Une dissociation peut survenir quelques secondes après un très grand stress ou un état émotionnel très important. Le trouble apparaît quand la dissociation persiste. C'est alors une expérience extrêmement choquante pour l'individu, le traitement médicamenteux est largement envisageable pour ce type de pathologies. On recourt souvent a des anxiolytiques benzodiazépines pour lutter contre l'angoisse engendrée par l'état dissocié puis un traitement de fond pour combattre le trouble (antidépresseurs ISRS). Celui-ci est souvent très efficace quand il est associé à un retour de l'individu à ses activités et à sa vie sociale.

## Causes potentielles de troubles dissociatifs de la personnalité
Les troubles dissociatifs de la personnalité sont attribués à l'interaction de différents facteurs : 
- traumatisme psychologique,
- stress trop intense,
- capacité à se dissocier (comprenant la capacité à détacher ses souvenirs, perceptions et identités de la perception consciente),
- mise en place de défenses dans le processus normal de développement,
- prise de drogues (hallucinogènes dissociatifs, notamment la kétamine, le DXM, le PCP, le protoxyde d'azote ou encore la Salvinorine A...),
- durant l'enfance, manque de soins ou soutien à la suite d'un traumatisme psychologique, manque de protection contre de nouvelles expériences de ce type.

Les enfants ne naissent pas avec une personnalité unifiée[Information douteuse][réf. nécessaire]. Celle-ci se développe à partir de nombreuses sources et expériences. Chez les enfants subjugués[C'est-à-dire ?], son développement est entravé et de nombreuses parties de ce qui aurait dû être incorporé à une personnalité unifiée restent séparées. Des études[Lesquelles ?] faites en Amérique du Nord montrent que 97 à 98 % des adultes présentant des troubles dissociatifs de l'identité rapportent avoir été victimes d'abus dans leur enfance[réf. nécessaire].
Bien que ces données présentent les abus comme cause principale de la maladie, la cause peut être différente dans des cultures où les conséquences de guerres et d'épidémies jouent un plus grand rôle. De graves problèmes médicaux comme un deuil important et précoce (p.ex. la mort d'un parent) ou d'autres évènements générateurs de stress intense peuvent aussi entrer en ligne de compte.
Une amnésie de l'évènement traumatique est possible.

## Symptômes
Beaucoup des symptômes de dissociation mentale peuvent aussi apparaître dans d'autres pathologies. Ces pathologies sont :
- dépressions,
- anxiété,
- phobies,
- panique très importante,
- symptômes physiques (forts maux de tête, ou autres douleurs corporelles),
- niveaux de fonctionnement fluctuant entre très efficaces et nuls,
- lapsus de temps et amnésie,
- dysfonctions sexuelles,
- désordres alimentaires,
- stress post-traumatique,
- préoccupations et tentatives suicidaires,
- automutilation,
- abus de psychotropes.

D'autres symptômes comprennent la dépersonnalisation, ou la déréalisation, une impression d'être irréel, détaché de soi, de se sentir comme un observateur de sa propre vie.
Tous ces symptômes ne sont que des indicateurs de possibilité de la maladie. Pour que le diagnostic soit établi, deux personnalités distinctes ou plus doivent exister.
Les personnes souffrant de troubles dissociatifs entendent souvent avoir fait des choses dont elles ne se souviennent pas mais qu'elles ont réellement faites.
Elles peuvent présenter des amnésies d’événements qui se sont produits entre le milieu de leur enfance et le début de leur adolescence. L'amnésie d'évènements antérieurs à ces périodes est considérée comme normale.